# 克雷斯特維尤高地 (印第安納州)
克雷斯特維尤高地（英語：Crestview Heights）是位於美國印地安納州摩根縣的一個非建制地區。該地的面積和人口皆未知。